# Pieris (dier)
Pieris is een geslacht van vlinders uit de familie Pieridae (witjes). De rupsen voeden zich voornamelijk met wittekool en Brassicaceae-soorten.

## Soorten
Pieris omvat de volgende soorten:
- Pieris athenaia Fruhstorfer
- Pieris balcana Lorkovic, 1970
- Pieris bowdeni Eitschberger, 1984
- Pieris brassicae (Linnaeus, 1758) - groot koolwitje
- Pieris brassicoides Guérin-Méneville, 1849
- Pieris bryoniae (Hübner, 1806)
- Pieris bryoniaebrunnea Müller, 1934
- Pieris canidia (Linnaeus, 1768)
- Pieris cheiranthi (Hübner, 1808) - Canarisch groot koolwitje
- Pieris cuningputi Ribbe, 1934
- Pieris davidis Oberthür, 1876
- Pieris deota (Nicéville, 1884)
- Pieris drusilla Cramer, 1777
- Pieris dubernardi Oberthür, 1884
- Pieris eitschbergeri Lukhtanov, 1996
- Pieris ergane (Geyer, 1828) - wedewitje
- Pieris extensa Poujade, 1888
- Pieris hartei Ribbe, 1934
- Pieris krueperi Staudinger, 1860 - schildzaadwitje
- Pieris lama Sugiyama, 1996
- Pieris lathyri Duponchel, 1834
- Pieris lutea Oberthür, 1925
- Pieris mahometana Grum-Grshimailo, 1888
- Pieris mannii (J. Mayer, 1851) - scheefbloemwitje
- Pieris marginalis - Scudder, 1861
- Pieris melete Ménétriés, 1857
- Pieris napi (Linnaeus, 1758) - klein geaderd witje
- Pieris ochsenheimeri Staudinger, 1886
- Pieris oleracea (Harris, T, 1829)
- Pieris peregrina Röber, 1909
- Pieris punctifera (D'Almeida, 1939)
- Pieris pylotis Godart, 1819
- Pieris rapae (Linnaeus, 1758) - klein koolwitje
- Pieris steinigeri Eitschberger, 1984
- Pieris stoetzneri (Draeseke, 1924)
- Pieris tadjika Grum-Grshimaïlo, 1888
- Pieris tithoreides Butler, 1898
- Pieris viardi Boisduval, 1836
- Pieris virginiensis Edwards, W, 1870
- Pieris wollastoni (Butler, 1886)